# بلدة ميرابيل (ميزوري)
بلدة ميرابيل هي واحدة من اثني عشر بلدة في مقاطعة كالدويل التابعة لولاية ميزوري في الولايات المتحدة الأمريكية. حسب تعداد الولايات المتحدة 2000، كان عدد سكانها 362. ميرابيل هو أيضا اسم المنطقة التعليمية.

## التاريخ
اسم ميرابيل مشتق من كلمة لاتينية تعني «رائعة».

## الجغرافيا
تغطي البلدة مساحة تقدر ب35.82 ميل مربع (92.8 كـم2) ولا تحتوي على مستوطنات مدمجة. وتحتوي على ثلاثة مقابر: هيل وموريس وباكستون.

## وصلات خارجية
- US-Counties.com
- City-Data.com